# Пейнтер, Уильям Хант
Уильям Хант Пейнтер (англ. William Hunt Painter; 16 июля 1835 — 12 октября 1910) — английский ботаник, внёсший значительный вклад в исследование флоры Дербишира. Коллекционировал растения и был членом «Botanical Exchange Club». В 1889 издал первую публикацию о флоре Дербишира.

## Биография

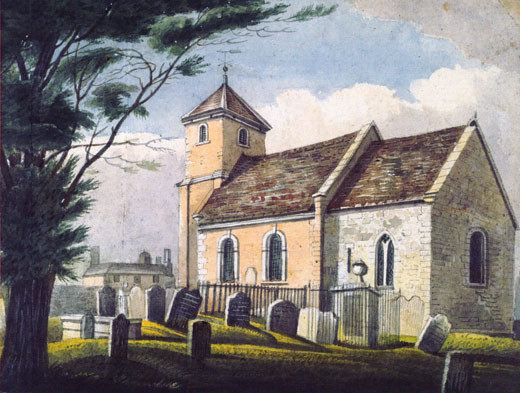
Церковь в Стирчли

Уильям Хант Пейнтер родился 16 июля 1835 году в Астоне около Бирмингема. Был старшим из пяти детей Уильяма, галантерейщика, и его жены Сары, в девичестве Хаукс (Hawkes). Перед тем, как присоединиться к англиканской церкви, начинал свою карьеру в банковском деле. В 1861 году работал в Челси помощником мирского проповедника. Пейнтер посещал Ислингтонский миссионерской колледж (Islington Missionary College), где ждал своего отправления за границу, однако, по окончании колледжа, остался викарием в Барбоне в Уэстмарленде. Именно здесь он встретился с Робертом Вудом (Robert Wood), который познакомил его с ботаникой.
В 1865 году Пейнтер стал викарием в Хай-Вайкомбе (High Wycombe), где встретил Джеймса Бриттена, который уже опубликовал свой первый научный доклад и работал в гербариуме садов Кью. Несмотря на католическое вероисповедание Бриттена, оба много гуляли вместе, обмениваясь своими интересами в ботанике. Пейнтер женился на Джейн Стемпс (Jane Stamps) в 1871 году. В 1881 году он и его жена жили в Бедминстере, Сомерсет, где Уильям был викарием.
Пейнтер провёл значительную работу по кодификации флоры Дербишира. В 1881 году он опубликовал обстоятельную публикацию с дополнительными примечаниями в 1889 году. Вместе они сформировали основу научной работы «Contributions to the Flora of Derbyshire», которую вскоре прорецензировал биолог Джеймс Юстас Багналл. Пейнтер опубликовал очередное дополнение к своей работе в журнале «The Naturalist», что указывало на желание её улучшить. Багналл был признанным авторитетом по мху и опубликовал похожую на работу Уильяма работу по флоре Ворвикшара (Flora of Warwickshire).
Хант Пейнтер пожертвовал свой гербарий университетскому колледжу Уэльса в Абериствите (University College of Wales in Aberystwyth), но несколько примечательных видов растений из его коллекции хранятся в садах Кью и Оксфорда, в департаменте ботаники в Абердине, в Музее естествознания Лондона, Бирмингемском университете, Национальном ботаническом саду Дублина, Музее и художественной галерее Дерби, университете Глазго, музее Ханкок в Ньюкасл-апон-Тайне, Манчестерском музее и Кардиффе.
Гербарий Пейнтера выставлен в Музее и художественной галерее Дерби.
В 1891 году Пейнтер был викарием в Биддулфе в Стаффордшире. Потом в 1894 году он был назначен приходским пастором Стирчли в Шорпшире. За время его пребывания там приход был модернизирован, однако больше всего Пэйнтэр отметился своим уходом за состоянием церкви и окружающих зданий.

Оставаясь в Фолмуте весной 1898 года, Пейнтер взялся за исследование мха. Мох стал его главной сферой ботанических интересов. Путешествуя и обмениваясь растениями, он был способен писать научные очерки по моховой флоре Дербишира, Брекона, Фолмута и Кардиганшира. Пейнтер оставался в Стирчли до 1909 года, где его ботанические и геологические образцы были представлены в университетском колледже Абериствита (Aberystwyth). Пэйнтэр умер в следующем году и был похоронен в Стирчли. English Churchman опубликовал после его смерти следующий некролог:
Церковь Ирландии потеряла верного и преданного священника, который всегда ревниво поддерживал свои протестантские принципыОригинальный текст (англ.)[T]he Church of England has lost a faithful and devoted minister who was ever jealous for the maintenance of its Protestant principles".
Пейнтер был страстным коллекционером и членом Botanical Exchange Club. Есть несколько растений, которые можно найти только в Великобритании. Одно из них, вероятно, Fumaria painteri или Дымянка аптечная Пейнтера. Этот цветок был найден только два раза, в 1905 и 1907 годы, и в обоих случаях был обнаружен Пейнтером. Поиск в 2006 году дал находку ещё одного образца, но эксперты не смогли договориться о идентификации. Растения этого описания не являются редкими, так как являются естественными гибридами, но остаётся вопрос, является ли обнаруженный образец плодородным или стерильным гибридом.